# Naum Slutzky
Naum Slutzky (28. února 1894, Kyjev – 4. listopadu 1965, Stevenage) byl německo-britský umělec ukrajinsko-židovského původu. Mimo jiné působil jako mistr v Bauhausu.

## Život

### Vídeň, Výmar, Berlín (1905 až 1927)
Naum Slutzky se narodil v Kyjevě a pocházel ze staré zlatnické rodiny. Již jeho otec Nachman byl zaměstnán jako řemeslník v kyjevské pobočce dvorního klenotníka Carla Petera Fabergého. Kolem roku 1905 rodina kvůli své židovské víře emigrovala do Vídně. Po vyučení v roce 1912 se Slutzky stal zlatníkem ve Wiener Werkstätte. V roce 1914 studoval na Technické univerzitě ve Vídni. V letech 1917 až 1919 studoval na soukromé umělecké škole Johannese Ittena ve Vídni. V roce 1919 ho Walter Gropius jmenoval pomocným mistrem v Bauhausu ve Výmaru, V roce 1921 se Slutzky stal mladším mistrem kovodělné dílny v Bauhausu a následujícího roku se stal mistrem zlatnického řemesla. Jedním z jeho nejdůležitějších děl v Bauhausu je přívěsek vyrobený v letech 1920 až 1922, který daroval studentce Bauhausu Else Kleinwortové a který byl považován za ztracený až do svého znovuobjevení v roce 2009. Roku 1923 se Slutzky oženil s designérkou interiéru Hedwigou Arnheimovou. V roce 1924 opustil Bauhaus, a pak pracoval jako interiérový designér a designér osvětlení. Od roku 1924 do roku 1927 pobýval Naum Slutzky ve Vídni a Berlíně a pracoval pro Dílny výtvarných umění Friedla Dickera a Franze Singera.

### Hamburk (1927 až 1933)
V roce 1927 se Slutzky usadil v domě rodičů své ženy na adrese Isequai 5 v Hamburku; tam navrhl mj. osvětlení Paláce Emelka pro Karla Schneidera. To byl začátek plodného tvůrčího období. Vystavoval s Hamburskou secesí v Hamburger Kunsthalle a spřátelil se s Maxem Sauerlandtem, ředitelem Muzea umění a řemesel v Hamburku, který ho materiálně a ideově podporoval, dal mu mnoho kontaktů v hanzovním městě a nakonec mu pomohl emigrovat do Velké Británie, V roce 1930 bylo bezdětné manželství s Hedwig Arnheimovou rozvedeno. V roce 1937 padlo mnoho Slutzkyho děl za oběť nacistické akce Zvrhlé umění.
Během archeologických vykopávek v rámci příprav nové stanice metra Červená radnice se roku 2010 podařilo najít jedenáct soch různých umělců, které byly v roce 1937 zkonfiskovány v německých muzeích, aby byly ukázány na výstavách Zvrhlého umění. Mezi nimi byla Busta ženy Nauma Slutzkyho, vzniklá před rokem 1931. S ostatními díly byla uvedena na výstavě Berlínský nález soch. „Zvrhlé umění“ v troskách po bombardování na Řeckém nádvoří Nového muzea na Musejním ostrově. Výstava pak pokračovala od dubna do konce září 2012 v Muzeu umění a řemesel v Hamburku.

### Londýn a Birmingham (1933 až 1965)
V roce 1933 emigroval Slutzky do Londýna a od roku 1935 do roku 1940 učil na Dartington Hall School v Totnes v Devonu. Od roku 1946 do roku 1950 se stal učitelem Střední uměleckoprůmyslové školy v Londýně, V roce 1950 založil Katedru produktového designu na Škole průmyslového designu na Královské vysoké škole umění v Londýně. Od roku 1957 do roku 1964 vedl katedru průmyslového designu na College of Arts and Crafts v Birminghamu. V roce 1965 obdržel profesuru na Ravensbourne College of Art. Slutzky zemřel 4. listopadu 1965 ve Stevenage v Hertfordshiru.

## Dílo
Slutzky byl všestranný umělec, jehož dílo zahrnovalo klenoty jako náhrdelníky, náramky, prsteny a brože ve vysoce kvalitním řemeslném zpracování, buď jako unikátní kusy, anebo zejména od roku 1930 také jako modely šperků určených pro průmyslovou výrobu z méně nákladných materiálů. Již během působení v Berlíně kolem roku 1925 navrhoval Slutzky také nábytek, jako jsou křesla, knihovny, stoly a lehátka, které, stejně jako jeho další návrhy, vycházely z designu zaměřeného na jednoduchost, účelnost a vhodně vybraný materiál. V Hamburku se do popředí dostaly průmyslové vzory, jako stolní lampy pro firmu Chr. Zimmermann ve Frankfurtu nad Mohanem a návrh příborů pro firmu J. A. Henckels v Solingenu. Kromě toho se Slutzky zabýval designem osvětlení a kovových předmětů. Mezi jeho hlavní práce v tomto směru patřilo osvětlení kostela Bugenhagenkirche, hlediště Muzea umění a řemesel, Filmového paláce Emelka a Nového židovského chrámu, vše v Hamburku. Dále tvořil i práce z oblasti „volného umění“: jsou známy návrhy soch zvířat a figurálních děl. Během pobytu v Anglii se Slutzky stal učitelem: založil katedry průmyslového designu na uměleckých školách a během 30 let výuky formoval generace britských průmyslových designérů.

## Výběr výstav

### 1928 až 1965
- 1928: Hamburská secese, 8. výstava
- 1930: Hamburger Neue Sezession, Hamburger Kunsthalle
- 1930: Deutscher Werkbund v Grand Palais v Paříži (Francie)
- 1931: Hamburská secese, 10. výstava
- 1961: Goldsmith's Hall, Londýn (Velká Británie)
- 1961: Muzeum umění a řemesel, Hamburk: Šperky z hamburského období

### Od roku 1965
- 1966: Musée des Arts Décoratifs, Paříž (Francie)
- 1968: Württembergischer Kunstverein, Stuttgart: 50 let Bauhausu
- 1983: Hamburger Kunsthalle : Šperky Nauma Slutzkyho
- 1986: Nová společnost pro výtvarné umění, Berlín: Umění v exilu
- 1995: Muzeum umění a řemesel Hamburg : Naum Slutzky - umělec Bauhausu v Hamburku

## Zastoupení ve veřejných sbírkách
- Archiv Bauhausu, Berlín
- Muzeum umění a řemesel, Hamburk
- Pinakotéka moderny, Mnichov
- Muzeum šperků Pforzheim
- Britské muzeum, Londýn
- Victoria and Albert Museum, Londýn
- Goldsmith's Hall, Londýn
- Švédské národní muzeum, Stockholm